# Kevin Kenner
Kevin Kenner (ur. 19 maja 1963 roku w Coronado w USA) – amerykański pianista, laureat konkursów pianistycznych, w tym II nagrody na XII Międzynarodowym Konkursie Pianistycznym im. Fryderyka Chopina w Warszawie (1990).

## Życiorys

### Wykształcenie i praca pedagogiczna
Na fortepianie zaczął grać w wieku kilku lat. Uczył się w College of Music w San Diego, Akademii Muzycznej w Krakowie, San Francisco Conservatory of Music, Birgham Young University, Peabody Institute i Hochschule für Musik w Hanowerze.
Od 2000 roku prowadzi klasy fortepianu i muzyki kameralnej w Royal College of Music w Londynie. Prowadzi też mistrzowskie kursy pianistyczne.

### Kariera pianistyczna
W trakcie swojej kariery wziął udział w wielu konkursach pianistycznych:
- X Międzynarodowy Konkurs Pianistyczny im. Fryderyka Chopina (1980) – wyróżnienie
- Międzynarodowy Konkurs Pianistyczny im. Giny Bachauer (1988) – V nagroda
- Międzynarodowy Konkurs Pianistyczny im. Van Cliburna (1989) – nagroda specjalna
- XII Międzynarodowy Konkurs Pianistyczny im. Fryderyka Chopina (1990) – II miejsce (I nie przyznano) i nagroda Towarzystwa im. Fryderyka Chopina za najlepsze wykonanie poloneza
- Międzynarodowy Konkurs Muzyczny im. Piotra Czajkowskiego (1990) – III miejsce i nagroda za najlepsze wykonanie muzyki rosyjskiej

Ponadto w 1990 otrzymał International Terence Judd Award. Po konkursowych sukcesach rozpoczął międzynarodową karierę. Występował jako solista ze światowej klasy orkiestrami, m.in. Halle Orkiestra, BBC Symphony Orchestra, Orkiestra Filharmonii Narodowej w Warszawie, NHK Symphony of Japan, Orkiestra Filharmonii Radia i Telewizji w Brukseli, Orkiestra Filharmonii w Oslo i USA oraz Śląską Orkiestrą Kameralną. Koncertuje na licznych festiwalach, m.in. na Międzynarodowym Festiwalu Chopinowskim w Dusznikach-Zdroju.
W lutym 2010 występował w Polsce z okazji 200. rocznicy urodzin Fryderyka Chopina. Zasiadał w jury XVI i XVIII Międzynarodowego Konkursu Pianistycznego im. Fryderyka Chopina w Warszawie.
19 grudnia 2018 roku otrzymał tytuł doktora honoris causa Akademii Muzycznej w Łodzi; laudację wygłosiła prof. Katarzyna Popowa-Zydroń.

## Repertuar i dyskografia
W jego repertuarze są utwory m.in. Fryderyka Chopina, Ludwiga van Beethovena, Roberta Schumanna, Maurice'a Ravela i Ignacego Jana Paderewskiego. Nagrał wiele płyt m.in. dla wytwórni Dux i Glossa Music.